# William Thomson, 1. Baron Kelvin

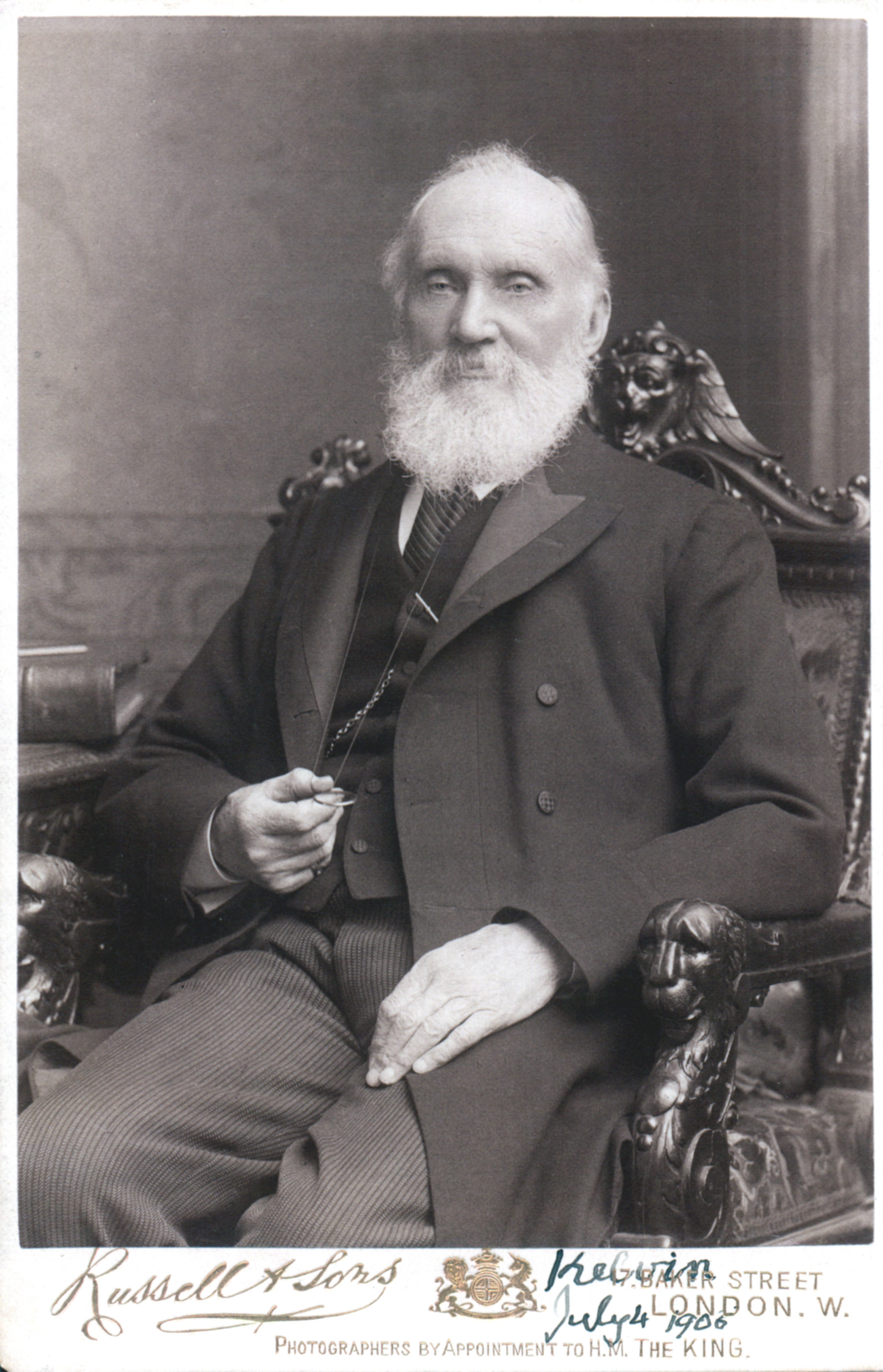
William Thomson, 1. Baron Kelvin (Fotografie 1906)

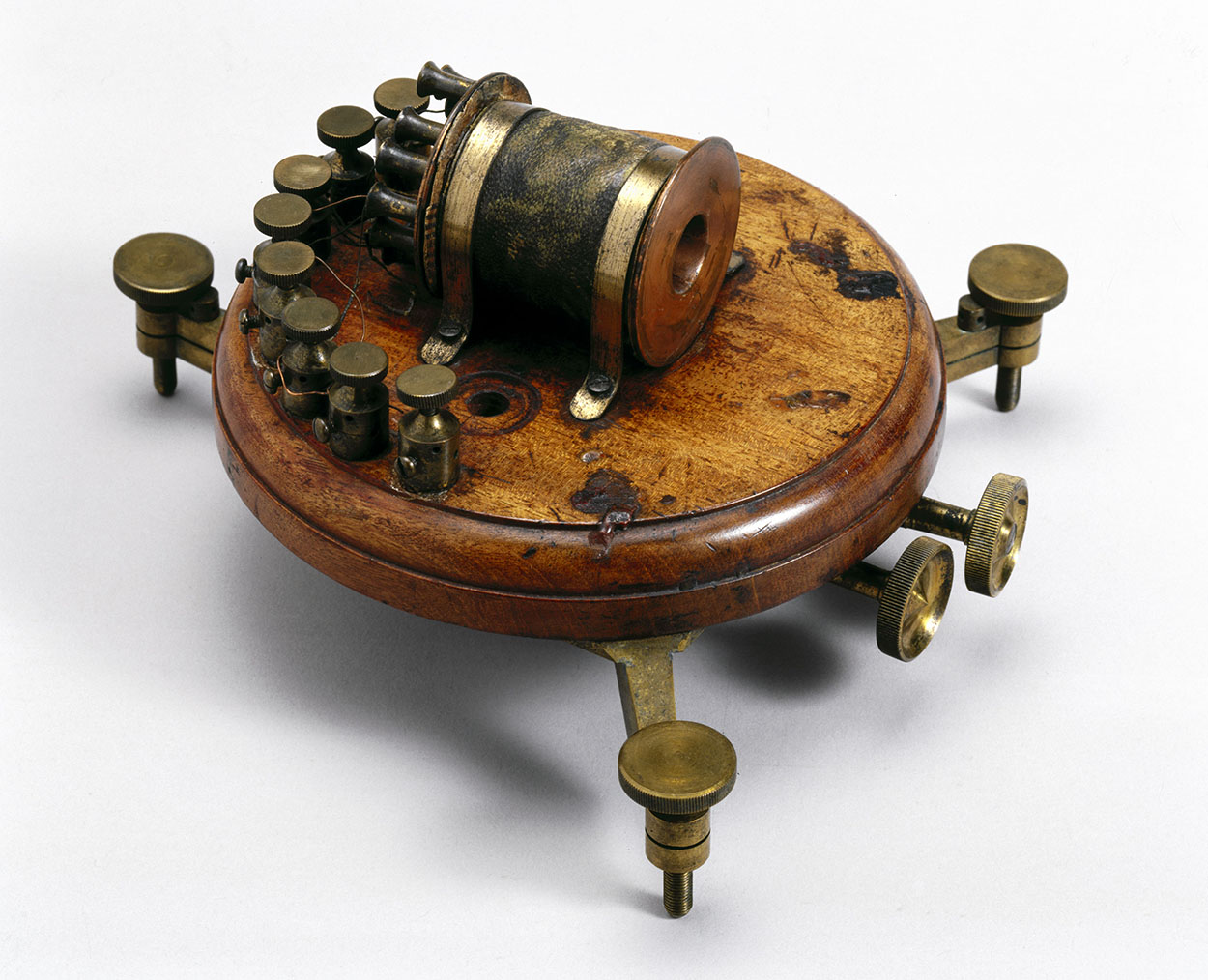
Thomsons Spiegel-Galvanometer, 1858, Science Museum London

William Thomson, 1. Baron Kelvin oder kurz Lord Kelvin, OM, GCVO, PC, FRS, FRSE, (* 26. Juni 1824 in Belfast, Irland; † 17. Dezember 1907 in Netherhall bei Largs, Schottland) war ein britischer Physiker auf den Gebieten der Elektrizitätslehre und der Thermodynamik. Die Einheit Kelvin wurde nach William Thomson benannt, der im Alter von 24 Jahren die thermodynamische Temperaturskala einführte. Thomson ist sowohl für theoretische Arbeiten als auch für die Entwicklung von Messinstrumenten bekannt.

## Leben
William Thomson war der Sohn von James Thomson (1786–1849), der Professor für Mathematik an der Queen’s University Belfast war und ab 1832 Professor für Mathematik an der Universität Glasgow. Thomson hatte 1817 Margaret Gardiner geheiratet; das Ehepaar hatte sieben Kinder (von denen drei das Erwachsenenalter nicht erreichten). Sein zwei Jahre älterer Bruder James wurde Ingenieur. Seine Mutter starb, als er sechs Jahre alt war (1830); sein Vater erzog seine Kinder streng presbyterianisch.
William erhielt seinen ersten Mathematikunterricht von seinem Vater. Ab 1834 studierte er an der Universität Glasgow, wobei eigentliche Universitätsstudien ab 1838 erfolgten, darunter Astronomie, Chemie und Physik. 1839 erhielt er eine Goldmedaille der Universität für einen Essay über die Figur der Erde. Dozenten in theoretischer Physik waren damals in Glasgow der Professor für Naturphilosophie William Meikleham und der Astronomieprofessor John Pringle Nichol; diese waren beeinflusst von französischen Physikern und Mathematikern wie Pierre Simon de Laplace (besonders dessen Himmelsmechanik), Joseph-Louis Lagrange, Augustin Jean Fresnel, Adrien-Marie Legendre und Joseph Fourier, dessen Analytische Theorie der Wärme Thomson studierte. Das war ein Gegensatz zur Universität Cambridge, wo es damals noch nicht einmal einen Lehrstuhl für Naturphilosophie gab. 
Thomson besuchte 1839 Paris und studierte ab 1841 in Cambridge. Seine erste Veröffentlichung war 1841 eine Verteidigung der Fourieranalyse gegen mathematische Kritik aus Edinburgh. 1842 veröffentlichte er einen Aufsatz, in dem er die mathematische Behandlung des Wärmeflusses durch Fourier auf die Elektrizität übertrug. In Cambridge nahm er 1845 am letzten Teil der Tripos-Prüfungen teil, auf die er sich unter dem damals für diese Vorbereitungskurse bekannten Privat-Tutor William Hopkins vorbereitete, was einen großen Teil seiner Zeit in Anspruch nahm, und wurde Second Wrangler. Damals waren weder Elektrizität, Magnetismus noch Wärme Gegenstand der Prüfungen, was sich erst durch die Reformen von James Clerk Maxwell wesentlich änderte. Er erhielt einen Bachelor-Abschluss (B.A.), gewann den Smith-Preis und wurde Fellow des Peterhouse College in Cambridge. 
Um diese Zeit studierte er auch das Werk von George Green, das großen Einfluss auf ihn hatte, und ging 1845 zu weiterem Studium nach Paris, wo er unter anderem mit Augustin-Louis Cauchy, Charles-François Sturm, Jean-Baptiste Biot und Joseph Liouville Kontakt hatte und im Labor von Henri Victor Regnault war. Auf Anregung von Liouville begann er sich intensiv mit der Theorie der Elektrizität zu befassen und den damals damit verbundenen physikalischen Konzepten (damals herrschte die Vorstellung elektrischer Flüssigkeiten vor, und neben Fernwirkungstheorien der zugehörigen Kräfte auch Vorstellungen über ein vermittelndes Medium, den Äther).

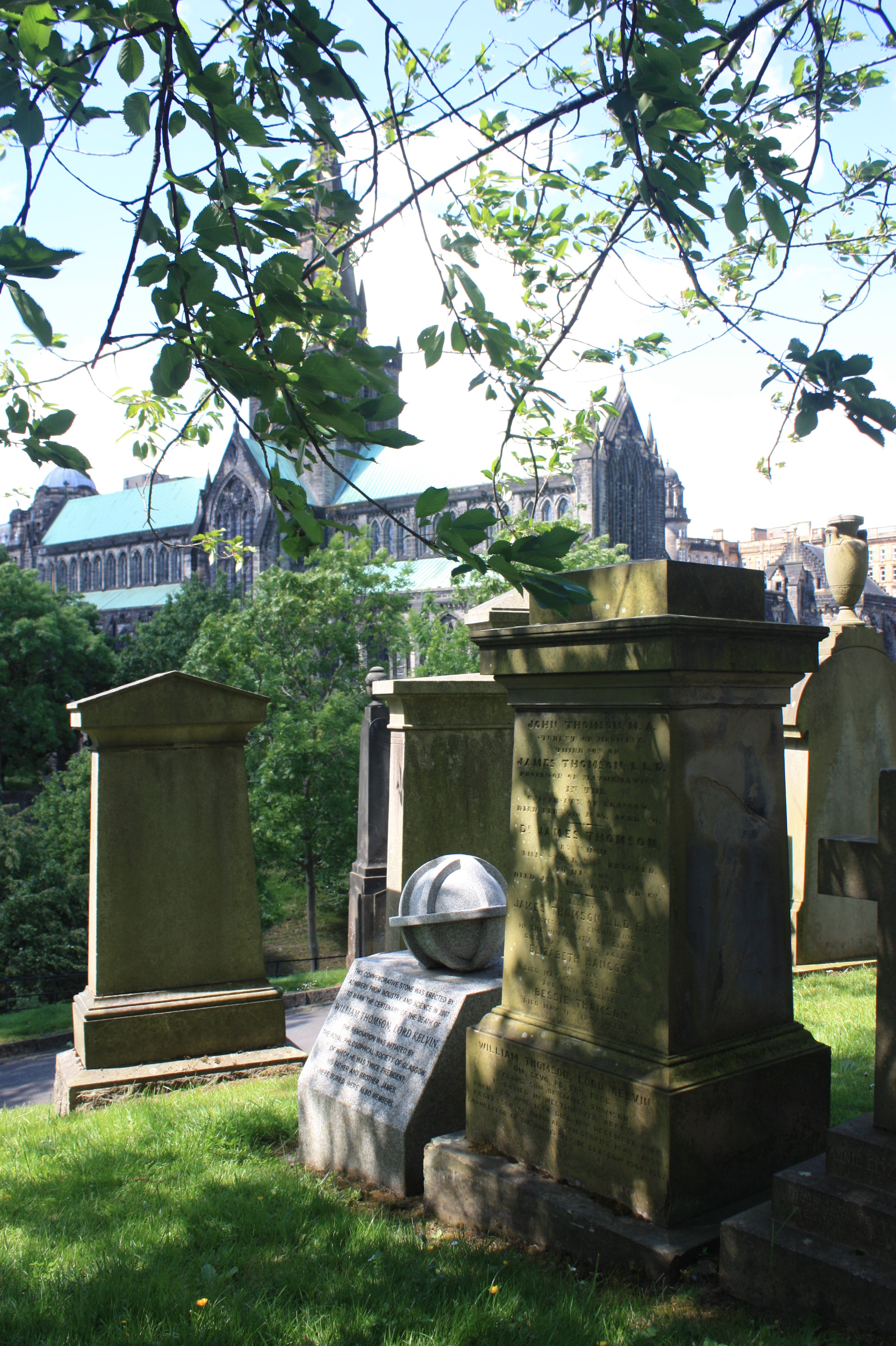
Familiengrab Thomson, Glasgow Necropolis

Thomson kehrte 1846 nach Glasgow zurück, als der Lehrstuhl für Naturphilosophie (theoretische Physik) frei wurde, für den er mit Unterstützung seines einflussreichen Vaters erfolgreich kandidierte. Er war von 1846 bis 1899 Professor für theoretische Physik in Glasgow und forschte hauptsächlich auf den Gebieten der Elektrizitätslehre und der Thermodynamik.
Auf Grund seiner vielfältigen wissenschaftlichen Leistungen war Thomson zeitweilig einer der bekanntesten  und einflussreichsten Wissenschaftler Europas.
Als er im Alter von 83 Jahren starb, wurde er mit allen Ehren in der Westminster Abbey in London neben seinem berühmten Kollegen Isaac Newton beigesetzt.

## Werk
Frühe Arbeiten von Thomson betrafen die Thermodynamik, so 1848 eine Arbeit zur Thermodynamik auf Basis der Carnotschen Wärmetheorie, in der er unter anderem die später nach ihm benannte absolute Temperaturskala einführte. Deren Einheit Kelvin ist in ihrer heutigen Form die seit 1968 gesetzlich festgelegte SI-Einheit der Temperatur. Seine Überlegungen zur Thermodynamik waren damals noch fehlerbehaftet und erst der Ideenaustausch mit James Prescott Joule ab 1847 überzeugte ihn von einer dynamischen Theorie der Wärme. 1847 begann eine intensive Zusammenarbeit mit dem theoretischen Physiker George Gabriel Stokes, die sich dann in einem umfangreichen Briefwechsel über fünfzig Jahre fortsetzte und anfangs die Hydrodynamik betraf.
Thomson war auch vor James Clerk Maxwell ein Vorläufer der dynamischen Theorie der Elektrizität und des Magnetismus (einschließlich von Licht als elektrodynamischer Erscheinung). Als Anregung diente Thomson dabei die dynamische Theorie der Wärme. Außerdem war er der erste, der das Kraftlinien-Konzept von Michael Faraday mathematisch formulierte. Die Theorien von Thomson aus den 1850er Jahren waren von wesentlichem Einfluss auf Maxwells eigene Theorie. Thomson selbst zögerte aber lange Maxwells Theorie anzuerkennen und verfolgte eine eigene Theorie, die Elektrodynamik, Licht, chemische Prozesse und Gravitation in einheitlicher Weise über die Wirkung im Äther behandeln sollte. Er lehnte auch das Atom-Konzept ab (und unterstützte P. G. Tait in dessen Versuch, Atome als verknotete Ringe im Äther darzustellen) und war später ein Gegner der Ideen von Ernest Rutherford zur Radioaktivität.
Sehr einflussreich war sein Lehrbuch der theoretischen Physik Treatise on Natural Philosophy mit Peter Guthrie Tait von 1867, das erstmals Newtonsche, Lagrange- und Hamiltonmechanik vereinte mit einer auf dem Energiekonzept basierenden Darstellung. Die Kraft war darin nur noch ein abgeleitetes Konzept aus Extremalprinzipien der Energie. Die Zusammenarbeit von Thomson mit Tait, der Professor in Edinburgh war, begann 1861. Es waren mehrere Bände geplant, erschienen sind aber nur die Teile über Kinematik und Dynamik. Das lag auch daran, dass 1873 der Treatise on Electricity and Magnetism von Maxwell erschien, mit dem sich Thomson abstimmte.
Gemeinsam mit James Prescott Joule entdeckte er 1852 den Joule-Thomson-Effekt, ferner 1857 den magnetischen AMR-Effekt. Die Erfindung der Mehrfachtelegrafie von Chajim Slonimski und Aaron Bernstein konnte William 1856 verbessern. Im Jahr 1867 entwickelte Thomson die Anwendung der Fourieranalyse zur Berechnung der Gezeiten und konstruierte 1872 die erste Gezeitenrechenmaschine. 
Er war auch wesentlich an der Vorbereitung und Verlegung von Tiefseetelegraphenkabeln im Atlantik beteiligt. Beim ersten Kabel, das 1858 verlegt wurde, war er einer der Direktoren der Gesellschaft und technischer Berater, geriet aber mit dem Leiter E. O. W. Whitehouse in Konflikt, da dieser sich nicht an die Empfehlungen von Thomson hielt. Außerdem gab es Patentstreitigkeiten. Erfolgreicher war das zweite Kabelprojekt in den 1860er Jahren. Für die Bestimmung der Wassertiefe bei den Kabelprojekten erfand er eine 1876 in Großbritannien patentierte Thomsonsche Lotmaschine. Die Telegraphengleichung wurde aber nicht von Thomson, sondern von Oliver Heaviside 1885 entwickelt. Die Erlöse aus dem Kabelprojekt machten Thomson wohlhabend und waren ein wesentlicher Grund für seine Erhebung in den Adelsstand und die Peerswürde. Unter anderem kaufte er sich ein großes Anwesen an der schottischen Küste in Largs und eine 126 Tonnen-Yacht, die er Lalla Rookh nannte.
Thomson konstruierte die noch heute übliche Form des Trockenkompasses und beschäftigte sich auch intensiv mit Elektrizität. Dabei entwickelte er die nach ihm benannte Thomson-Brücke, die Thomsonsche Schwingungsgleichung und den Kelvin-Generator und beschrieb den Thomson-Effekt. Darüber hinaus konstruierte er ein Spiegel-Galvanometer (verwendet in den ersten Telegraphenkabeln über den Atlantik), eine Spannungswaage und nicht zuletzt das Quadranten-Elektrometer. Seine Vielseitigkeit auf fast allen Gebieten der Physik führte dazu, dass ihm über 70 Patente erteilt wurden. Sowohl wissenschaftliche Anerkennung als auch finanzielle Unabhängigkeit wurden ihm dadurch zuteil.
Er veröffentlichte über 600 wissenschaftliche Arbeiten.
Als Professor führte er Laborkurse ein auf gleicher Stufe mit theoretischen Vorlesungen und vergab Preise an begabte Studenten.

## Ansichten zur Evolutionstheorie und Alter der Erde
Thomson griff auch in die Debatte um die Evolutionstheorie ein. Er schätzte 1862 das Alter der Erde auf 25–400 Millionen Jahre, wobei 98 Millionen Jahre der wahrscheinlichste Wert sei. 1869 erklärte er, dass dieser Zeitrahmen für eine Evolution nach den von Charles Darwin angenommenen Mechanismen zu kurz sei und schlug vor, das Leben habe mit einem Meteoriten die Erde erreicht. Später grenzte er den Zeitpunkt der Entstehung der Erde bis auf 24,1 Millionen Jahre ein und sah dies als seine größte Leistung. Zu diesem Ergebnis kam er aufgrund der noch vorhandenen Erdwärme, die jedoch nach späterem Wissen zum Teil aus radioaktiven Prozessen im Erdinneren gespeist wird. Als später Messungen des radioaktiven Zerfalls zu höheren Werten führten, revidierte er seine Meinung nicht.
Er grenzte seine thermodynamischen Berechnungen auch deutlich gegen seiner Meinung nach „vage Beobachtungen“ von Geologen wie Charles Darwin ab, der abgeschätzt hatte,  dass es etwas mehr als 300 Millionen Jahre gedauert haben müsse, ein 500 Fuß hohes Kalkstein-Kliff im Süden Englands durch das Meer abzutragen.
Lord Kelvin bezweifelte Darwins Ergebnis auch, weil er 1862 als dauerhafteste Energiequelle für die Sonnenstrahlung die von Helmholtz vorgeschlagene Freisetzung gravitativer Bindungsenergie vermutete. Unter der Annahme, dass die Sonnenmasse stark zum Zentrum hin konzentriert sei, wäre ihr Alter unter 100 Millionen Jahren. Später engte er die Abkühlungdauer des Erdmantels auf 20 bis 40 Mio. Jahre ein. Er erlebte zwar noch, dass Ernest Rutherford 1904 den radioaktiven Zerfall als Quelle der Erdwärme vorschlug, teilte diese Meinung aber nicht. Die Energieabgabe der Sonne über geologische Zeiträume hinweg konnte erst ab 1920 mit der Kernfusion erklärt werden.
Über das Alter der Erde führte Thomson 1869 auch ein öffentliches Streitgespräch mit Thomas Henry Huxley, dem damaligen Präsidenten der Royal Society. Da sich die Kontrahenten in keinem Punkt einigen konnten, führten sie den Streit noch jahrelang weiter und dehnten ihn auch auf die Entstehung des Lebens aus. Huxley bekam von vielen namhaften Wissenschaftlern Unterstützung, aber Thomson war nicht bereit, seine Altersangaben zu korrigieren. Auch John Perry, der früher als Assistent für Thomson gearbeitet hatte, hielt dessen Angaben zum Alter der Erde für viel zu niedrig. Er vermutete, dass Thomsons Annahme, die Erde sei ein fester Körper, falsch war und meinte, die Erde müsste einen extrem heißen flüssigen Kern besitzen. Auf dieser Basis berechnete er ein Alter der Erde von zwei bis vier Milliarden Jahren, was den heutigen Erkenntnissen erstaunlich nahekam. Trotzdem dauerte es noch lange, bis das viel höhere Alter der Erde in der Wissenschaft allgemein anerkannt wurde. Auch heute noch wird von Kreationisten die niedrige Altersangabe von Thomson gegen Darwins Evolutionstheorie in Feld geführt.

## Kelvins „Wolken“ über der Physik des 19. Jahrhunderts
Am 27. April 1900 hielt Thomson eine Freitagsabend-Vorlesung vor der Royal Institution mit dem Titel Nineteenth-Century Clouds over the Dynamical Theory of Heat and Light. Die eine Wolke betraf die scheinbar widerstandslose und nicht beobachtbare Bewegung der Erde durch den „Äther“ als dem Ausbreitungsmedium des Lichts und speziell die negativen Ergebnisse des Michelson-Morley-Experiments. Kelvin gab zu, dass er keinen Fehler in der Ausführung oder Idee des Experiments finden konnte. Einen möglichen Ausweg sah er im Vorschlag einer Längenkontraktion des Äthers durch Hendrik Antoon Lorentz und George Francis FitzGerald. Er schloss aber mit der Feststellung, dass trotzdem diese erste Wolke noch sehr dicht erschien (I am afraid we still must regard Cloud Nr. 1 as very dense). Gelöst wurde das bald darauf 1905 durch die spezielle Relativitätstheorie und die Aufgabe der Vorstellung eines Äthers, auch wenn die Durchsetzung dieser Theorie noch länger dauerte. 
Die 2. Wolke betraf die Maxwell-Boltzmann-Verteilung in der statistischen Mechanik und dem Gleichverteilungssatz, die Kelvin – wie auch andere bedeutende Physiker seiner Zeit wie Maxwell selbst und Rayleigh – als unvereinbar mit den beobachteten Werten der spezifischen Wärme von Gasen sah. Die Lösung dieses Problems kam erst durch die Quantentheorie. Im Gegensatz zu einigen modernen Darstellungen von Kelvins Vortrag erwähnte er die Schwarzkörperstrahlung und die damit verbundene UV-Katastrophe nicht. Auch die Kelvin zugeschriebene Behauptung, von diesen Problemen abgesehen wäre in der Physik nichts Neues mehr zu entdecken, findet sich nicht in der Vorlesung und auch sonst nicht in seinen Schriften, sondern geht möglicherweise auf eine Verwechslung mit einer Äußerung von Albert Michelson zurück.

## Ehrungen

Wappen des Lord Kelvin

- 1851 wurde er Fellow der Royal Society, deren Royal Medal er 1856 und deren Copley Medal er 1883 erhielt und deren Präsident er von 1890 bis 1895 war.
- 1872 wurde er in die American Academy of Arts and Sciences gewählt.
- 1876 erhielt er als erst dritter Wissenschaftler die Matteucci-Medaille.
- 1877 wurde Thomson in die Académie des sciences,[14] 1883 in die National Academy of Sciences, 1884 in den Orden Pour le mérite für Wissenschaft und Künste aufgenommen.
- 1878 nahm ihn die Académie royale des Sciences, des Lettres et des Beaux-Arts de Belgique als assoziiertes Mitglied auf.[15]
- 1887 wurde er Mitglied der Deutschen Akademie der Naturforscher Leopoldina.[16]
- 1877 wurde er korrespondierendes und 1896 Ehrenmitglied der Russischen Akademie der Wissenschaften in St. Petersburg.[17] 1871 war er Präsident der British Association for the Advancement of Science.
- Er war Fellow der Royal Society of Edinburgh und mehrfach deren Präsident (1873 bis 1878, 1886 bis 1890, 1895 bis zu seinem Tod 1907).
- 1866 wurde er zum Ritter geschlagen und 1892 als Baron Kelvin of Largs in the County of Ayr,[18] in den erblichen Adelsstand erhoben. Der Namensgeber für den Titel ist der Fluss Kelvin durch Glasgow, an dem die Universität liegt, und Largs der Ort seines Landsitzes an der Küste. Mit dem Titel war ein Sitz im House of Lords verbunden. Da er keine Nachkommen hinterließ, erlosch der Adelstitel bei seinem Tod.

Zu Ehren Lord Kelvins wurden zwei Mondformationen benannt, das Kap Kelvin und die Rupes Kelvin sowie am 20. November 2002 der Asteroid (8003) Kelvin. Weiterhin wurden verschiedene Objekte nach ihm benannt, an deren Entwicklung er maßgeblich beteiligt war, beispielsweise die Kelvingleichung, die Kelvin-Kontraktion, die Kelvin-Sonde und die Kelvinwelle. Darüber hinaus sind die Kelvin Crests, ein Gebirge in der Antarktis, nach ihm benannt.

## Schriften
- Reprint of Papers on Electrostatics and Magnetism, London 1872, Ausgabe 1884, Archive
- Mathematical and Physical Papers, 6 Bände, Cambridge 1911, Band 1, Archive, Band 2, Band 3, Band 4, Band 5,  Band 6
- mit P. G. Tait: Treatise on Natural Philosophy, 2 Bände, Oxford 1867, Band 1, 1912, Archive, Band 2, 1895, Archive
  - deutsche Übersetzung: Handbuch der theoretischen Physik, Übersetzt von Gustav Wertheim, Hermann von Helmholtz, Vieweg 1871, Band 1, Archive